# Sherraine Schalm
Sherraine Schalm, née Sherraine McKay le 21 juin 1975, est une escrimeuse canadienne pratiquant l'épée.  Elle est l’escrimeuse la plus titrée du Canada.
Membre de l'équipe nationale depuis 1994, elle obtient son premier trophée mondial en 2005 aux championnats du monde de Leipzig en remportant la médaille de bronze, puis devra attendre les championnats du monde de 2009 à Antalya avant de remonter sur le podium mondial, mais cette fois pour une médaille d'argent.

## Palmarès
- Championnats du monde d'escrime
  -  Médaille d'argent aux championnats du monde d'escrime 2009 à Antalya
  -  Médaille de bronze aux championnats du monde d'escrime 2005 de Leipzig
- Championnats panaméricains d'escrime
  -  Championne d’Amérique d’épée aux Championnats panaméricains de 2008 à Queretaro
  -  Médaille de bronze à l’épée aux Championnats panaméricains de 2007 à Montréal
- Coupe du monde d'escrime
  - Vainqueur de la Coupe du monde d’épée en 2006
  - Vainqueur des tournois de coupe du monde de Prague, Saint Maur des Fossés, Vancouver, Sydney et Tauberbischofsheim en 2006, de La Havane en 2008.